# Martial Raysse
Martial Raysse (12 de fevereiro de 1936, em Golfe-Juan) é um artista francês. Foi um dos fundadores do Nouveau réalisme.
Raysse vive em Issigeac, França. Foi galardoado com o Praemium Imperiale em 2014.